# ウィッティヒ反応
ウィッティヒ反応（ウィッティヒはんのう、英: Wittig Reaction）または、ウィッティヒオレフィン化反応（英語: Wittig olefination）とは、有機合成化学において、ウィッティヒ試薬と呼ばれるリンイリドとカルボニル化合物からアルケンを生成する化学反応である。アルデヒドやケトンをアルケンに変換するのに最もよく使われる。多くの場合、メチレントリフェニルホスホラン  (Ph3P=CH2) を用いてメチレン基を導入するのにウィッティヒ反応が使われる。この試薬を使うと、樟脳のような立体障害のあるケトンでもメチレン誘導体に変換できる。
本反応は1954年にゲオルク・ウィッティヒらにより報告された。この反応の発見によりゲオルク・ウィッティヒは1979年のノーベル化学賞を受賞した。

## ウィッティヒ試薬
ウィッティヒ試薬はトリフェニルホスフィンとハロゲン化アルキルとの反応で合成されるホスホニウム塩を、塩基で処理して脱ハロゲン化水素することで生成する化合物である。
その構造はイリド Ph3P+-C−R2 とホスホラン Ph3P=CR2 との共鳴構造で表される。
ウィッティヒ試薬の反応性はその負電荷を持つ炭素上の置換基の性質によって大きく変わる。
負電荷を安定化する置換基が存在するとウィッティヒ試薬は安定となり、単離することも可能になる。
一方で反応性は低下し、反応性の低いカルボニル化合物との反応が困難になる。
ウィッティヒ試薬は負電荷を持つ炭素上の置換基によって大きく以下のように分類される。
- 不安定イリド: 水素、アルキル基、アルケニル基
- 準安定イリド: アルコキシ基、フェニル基
- 安定イリド: カルボニル基、シアノ基

不安定イリドは反応液内で前駆体となるホスホニウム塩とアルキルリチウムを金属アミドなどの強塩基を加えて in situ で発生させる。反応性が高くアルデヒドやケトンと迅速に反応する。また、空気中の水分や酸素とも容易に反応してしまうため、反応は不活性ガス下にて行なう必要がある。非プロトン性の溶媒を使用してドライアイス-アセトン浴などで −78 ℃ に冷却して行なう。
安定イリドはホスホニウム塩をアルコキシドなどの比較的弱い塩基で処理することで発生させる。発生させたイリドはそのまま反応に使用することも可能であるし、単離して保存することも可能である。反応性が低くアルデヒドとは反応するが、ケトンとは反応しにくい。反応溶媒はアルコールなども使用することが可能で、室温から加熱還流下で反応を行なうことが多い。
準安定イリドはこれらの中間的な性質を持つ。

## 反応機構
古典的にはウィッティヒ試薬の炭素原子がカルボニル炭素に求核付加して双性イオン中間体であるベタイン中間体を形成した後、リン原子と酸素原子が結合して四員環状のオキサホスフェタン中間体が生成し、ここからトリフェニルホスフィンオキシドが脱離してアルケンが生成する反応機構が受け入れられていた。
しかしベタイン中間体については遊離の状態で確認されたことがなく、反応速度論的な研究結果などからはベタイン中間体の存在について否定的な結果が出ている。そのため、現在では協奏的にウィッティヒ試薬の炭素からのカルボニル基の炭素への攻撃と、カルボニル基の酸素からのリンへの攻撃が起こり、一段階で四員環のオキサホスフェタン中間体を形成する機構で考えることが主流となってきている。

## 選択性
ウィッティヒ反応においては、イリドの安定性によって生成するアルケンのE-Z選択性が異なる。
通常は安定イリドの場合はE体の、不安定イリドではZ体のアルケンが生成する。準安定イリドの選択性は通常低い。

古典的なベタイン中間体を経る反応機構ではこの選択性は以下のように説明される。
不安定イリドの場合、その不安定さ故にイリドとカルボニル化合物が結合すると逆反応は起こらない。そのため反応は速度支配となり、中間体であるオキサホスフェタン生成の遷移状態の安定性によって生成物の構造が決定される。最も安定となる遷移状態はリン原子とカルボニル酸素、イリドの置換基とカルボニル基の置換基がそれぞれアンチペリプラナーに位置するものである。この形態で生成したベタインから生成するオキサホスフェタンはシス体となり、ここからトリフェニルホスフィンオキシドがsyn脱離することでZ体のアルケンが主生成物として得られる。
安定イリドの場合、最初の付加が可逆であるため、熱力学的により安定なトランス体のオキサホスフェタンが主として生じ、E体のアルケンが主生成物として得られる。
しかし、安定イリドでも後述のsalt-free条件ではオキサホスフェタンのシス-トランス間の変換は遅く、やはり速度支配の反応であることが判明している。
またオキサホスフェタンからのホスフィンオキシドの脱離はその立体反発によりシス体の方がトランス体よりも速いため、平衡はやがてシス体の方へと戻ってしまう。
協奏的なオキサホスフェタン中間体の生成を考える反応機構では、選択性は遷移状態が反応が進行していく過程のどこに位置するかで決まる。
オキサホスフェタンの生成過程はリン原子と酸素原子の二面角が小さくなっていくという特徴がある。
これはウッドワード・ホフマン則によりスプラ-スプラ型の[2+2]環化付加反応が対称禁制であることに起因する。
そのためカルボニル基のπ*軌道はリン原子の軌道と重なる際に、イリド炭素の負電荷の入っている軌道とは直交している軌道と重なろうとする。
このため、ちょうどリン原子とカルボニル酸素はゴーシュの位置関係になるような形で付加がはじまる。
そして、反応が進むにつれて二面角が閉じていき、リン原子とカルボニル酸素原子はシンペリプラナーの位置関係に近づいていく。
不安定イリドにおいては、出発物がより不安定な（エネルギー的に高い）ため、ハモンドの仮説によればその遷移状態は原系に近いと考えられる。そのため、遷移状態の構造はリン原子とカルボニル酸素がゴーシュの位置関係に近い状態にある。この状態ではカルボニル基の置換基はリン上の3つのフェニル基との立体反発を避け、そのアンチペリプラナーに位置するのが最もエネルギー的に低い遷移状態になる。ここから生成するオキサホスフェタンはシス体であり、Z体のアルケンが最終的に生成する。
一方安定イリドにおいては、出発物がより安定な（エネルギー的に低い）ため、遷移状態は生成系に近いと考えられる。そのため、遷移状態の構造はリン原子とカルボニル酸素がシンペリプラナーの位置関係に近い状態にある。この状態ではカルボニル基の置換基はイリド炭素上の置換基と重なる位置を避けるのが最もエネルギー的に低い遷移状態になる。ここから生成するオキサホスフェタンはtrans体であり、E体のアルケンが最終的に生成する。

### salt-free条件
不安定イリドを生成する際にアルキルリチウムやリチウムジイソプロピルアミド (LDA) を塩基として使用するとZ体の選択性が悪くなる。
ベタイン中間体がハロゲン化リチウムとの複塩となって安定化されて、オキサホスフェタンのシス-トランス異性化が促進されるためと考えられている。
これを避けるために、塩基としてナトリウムヘキサメチルジシラジド (SHMDS) などを使用する。この条件では副生するナトリウム塩が沈殿して反応系から出るため、上記のような平衡が起こらなくなる。この条件をsalt-free条件という。

### Schlosser条件
不安定イリドからE体のアルケンを合成するための方法で、2当量以上のアルキルリチウムを使用する。
生成したオキサホスフェタンのリン原子のα位からプロトンを2当量目のアルキルリチウムが引き抜く。
生成したオキサホスフェタンのリチウム塩はより熱力学的に安定なトランス体へと迅速に異性化するため、生成するアルケンはE体となる。

## 変法
触媒的wittig反応
本来wittig反応は反応後に等量のホスフィンオキシドが副生するが、触媒量のリンで反応を実施する方法も報告されている。アルデヒドやケトン存在下で選択的にホスフィンオキシドを還元する還元剤としてPh2SiH, PhSiH3を用い、還元されることで環歪みが解消されるホスフィンオキシドとして3-メチル-1-フェニルホスホラン-1-オキシドを用いている。Recycling the Waste: The Development of a Catalytic Wittig Reaction
aza-wittig反応
トリフェニルホスフィンなどのリン試薬とアジドを反応させると、Staudinger反応によってアザリンイリド中間体が生じる。これはカルボニル化合物と反応してイミンを生成する。The aza-Wittig reaction: an efficient tool for the construction of carbon–nitrogen double bonds

## 関連反応
ホーナー-ワズワース-エモンズ反応　(Horner-Wadsworth-Emmons(HWE) reaction)
ホスホニウム塩ではなくホスホン酸エステルを用いる反応はホーナー・ワズワース・エモンズ反応 (Horner-Wadsworth-Emmons(HWE) 反応) またはウィッティヒ・ホーナー反応 (Wittig-Horner 反応) と呼ばれ、α,β-不飽和エステルが得られる。ホスホラン型の安定イリドと比べてホスホン酸エステル誘導体のアニオンのほうが求核性が高いこと、副生物のリン酸誘導体が水溶性であるため後処理が楽であることなどが利点として挙げられる。さらに、ホスホン酸エステルのリン上に電子求引基を導入することでリン酸エステル誘導体の脱離を促進させることにより、安定イリドを用いながらZ体のアルケンを選択的に合成することも可能である。
ピーターソン オレフィン化　(Peterson Olefination)
Wittig反応はリンと酸素の親和性を利用した反応であるのに対し、リンとケイ素を鍵原子とする同様のオレフィン合成反応はPetersonオレフィン化と呼ばれる。
テッベ試薬 (Tebbe's reagent)
酸素と親和性の高いチタンのカルベン錯体を利用したオレフィン化反応。もっぱらメチレン化剤として利用される。塩基によりエノール化しやすいケトンも収率よくオレフィンに変換できる他、エステル、ラクトン、アミド、チオエステル類とも反応するといった基質一般性から、しばしば生理活性化合物の全合成に利用される。塩化チタノセン(Cp2TiCl2)およびトリメチルアルミニウムをトルエン中に混合することで調製でき、同溶液中に不活性ガス雰囲気化で保管可能。
ペタシス試薬 (Petasis reagent)
安定性・再現性の面でテッベ試薬より優れており、ルイス酸性の強いアルミニウムを含まないため、よりマイルドに反応が行える。一方で反応性の低い気質を用いる場合は加熱を要する。
ジュリア-リスゴー オレフィン合成 (Julia-Lythgoe Olefination)
フェニルアルキルスルホンとアルデヒドを基質に用い両者のアルキル部位からアルケンを合成する反応。E-アルケンが選択的に得られる。比較的求核付加を受けにくい基質でも高収率が期待でき、四置換オレフィン合成、D.A.EvansらによるBryostatin 2の全合成等、生理活性化合物の全合成にもしばしば利用される。変法として、毒性の高いアマルガムを使わず一段階反応でオレフィンを得るジュリア・コシエンスキー オレフィン合成 (Julia-Kocienski Olefination)が知られている。